# いとしのマイ・キャット☆LOKI

『いとしのマイ・キャット☆LOKI』(My Cat Loki)は、ベティーナ・M・カーコスキ(Bettina M. Kurkoski)によるアメリカ合衆国のOELマンガである。英語版はトウキョーポップから、日本語版はYahoo!コミックより発行されている。既刊は2巻あり、第1巻は2006年7月11日に発売となった。当シリーズは継続される意向であったが、第3巻は発刊に至っていない。

## プロット
弟のように思っていた猫のルカの死後、ペットロスから青年画家のアメヤは制作活動を止めてしまっていた。アメヤの代理人であるミズ・チャチャは、彼を美術界へ戻したいと願う。そしてアメヤはルカに代わるロキという猫と出会った。アメヤとロキの絆は、アメヤの心の問題を正していく。

## キャラクター
アメヤ (Ameya)絵画制作を生業とするアーティスト ： 子どもの頃はいじめられっ子だった。留守がちだった彼の両親は、一人っ子の彼にコンパニオンアニマルとしてルカを与えた。
* 年齢 : 27歳
* 身長 : 6フィート
* 目色 : 蒼
* 毛色 : 濃褐色
ミズ・チャチャ (Ms. Chacha)快活なエージェント ： アメヤの成功の理由が彼女にあることは、まず間違いない。
* 年齢 : 34歳
* 身長 : 5フィート 9インチ
* 目色 : 蒼碧
* 毛色 : 赤色
ロキ (Loki)アメヤが雨中に保護した捨て猫 ： しばしば猫耳姿で現れる。
* 年齢 : 3歳 (猫齢) / 14～18歳 (人間形態)
* 身長 : 5フィート 6インチ
* 目色 : 黄碧
* 毛色 : 淡褐色 地 / 橙褐色 縞
ルカ (Luka)両親から贈られた、アメヤの最初の猫
* 年齢 : 12～14歳 (人間形態)
* 身長 : 5フィート 6インチ
* 目色 : 黄碧
* 毛色 : 赤褐色系ブロンド

## 単行本
- 英語版ペーパーバック

1. ISBN 978-1598167313
2. ISBN 978-1598167320
3. ISBN 978-1598167337

## 参照
1. ↑  Kurkoski, Bettina M.. “UPDATE ON My Cat Loki 3!!!!!! PLEASE READ!!”. Author's deviantART blog. 2011年11月9日閲覧。